# الفرع (حريب)

تعديل مصدري - تعديل

الفرع هي إحدى قرى عزلة ال مظفرالصدارة بمديرية حريب التابعة لمحافظة مأرب، بلغ تعداد سكانها 149 نسمة حسب تعداد اليمن لعام 2004.